# Ernest John Obiena
Ernest John (EJ) Obiena (Manilla, 17 november 1995) is een Filipijns atleet. Hij is Aziatisch recordhouder polsstokhoogspringen met een hoogte van 6,00 m. Obiena won een zilveren medaille en een bronzen medaille op de wereldkampioenschappen in respectievelijk 2023 en 2022. Op de Aziatische atletiekkampioenschappen won hij twee gouden medailles (2019 en 2023) en een bronzen medaille (2017). Daarnaast won Obiena ook een gouden medaille op de Aziatische Spelen 2022.

## Biografie

### Vroege levensloop en carrière
EJ Obiena werd geboren op 17 november 1995 in Tondo in de Filipijnse hoofdstad Manilla. Zijn ouders Emerson Obiena en Jeanette Uy waren ook atleten. Zijn vader was polsstokhoogspringer, die in 1995 een zilveren medaille op de Zuidoost-Aziatische Spelen in Thailand won. Hij nam EJ in zijn jeugd regelmatig mee tijdens zijn trainingen in het Rizal Memorial Sports Complex. Zijn moeder was hordeloper namens de Centro Escolar University in de universiteitscompetitie in de Filipijnen. Zijn jongere zus Emily Jean was ook polsstokhoogspringer namens de University of Santo Tomas. 
Obiena zelf was in eerste instantie met name actief als hordeloper en kwam voor zijn middelbare school, het Chiang Kai Shek College, uit op de 110- en 400 m horden. Tijdens zijn laatste jaren op de middelbare school legde hij zich steeds meer toe op het polsstokhoogspringen om zo een beurs te bemachtigen. Obiena slaagde erin een beurs te bemachtigen voor de University of Santo Tomas (UST) en vertegenwoordigde deze universiteit in de universiteitscompetitie van de UAAP. Het was ook in die tijd dat hij begin 2014 een ontmoeting had met voormalig wereldrecordhouder Serhij Boebka. Boebka was in die tijd vicevoorzitter van de IAAF en was in de Filipijnen voor een ontmoeting met Go Teng Kok, de voorzitter van de Philippine Amateur Track and Field Association (PATAFA). Boebka beloofde Obiena om hem aan te bevelen voor een beurs van de IAAF, als hij erin slaagde om de grens van vijf meter te springen. Obiena bedwong kort daarna bij een indoorwedstrijd in Taiwan de grens van vijf meter en vertrok daarop voor een trainingsstage van drie maanden naar Italië, waar hij training kreeg van Vitaly Petrov, voormalig coach van onder meer Boebka, Jelena Isinbajeva en Giuseppe Gibilisco. Dit beviel zo goed, dat Obiena vanaf die tijd bleef samenwerken met coach Petrov.

### Nationale records en eerste successen

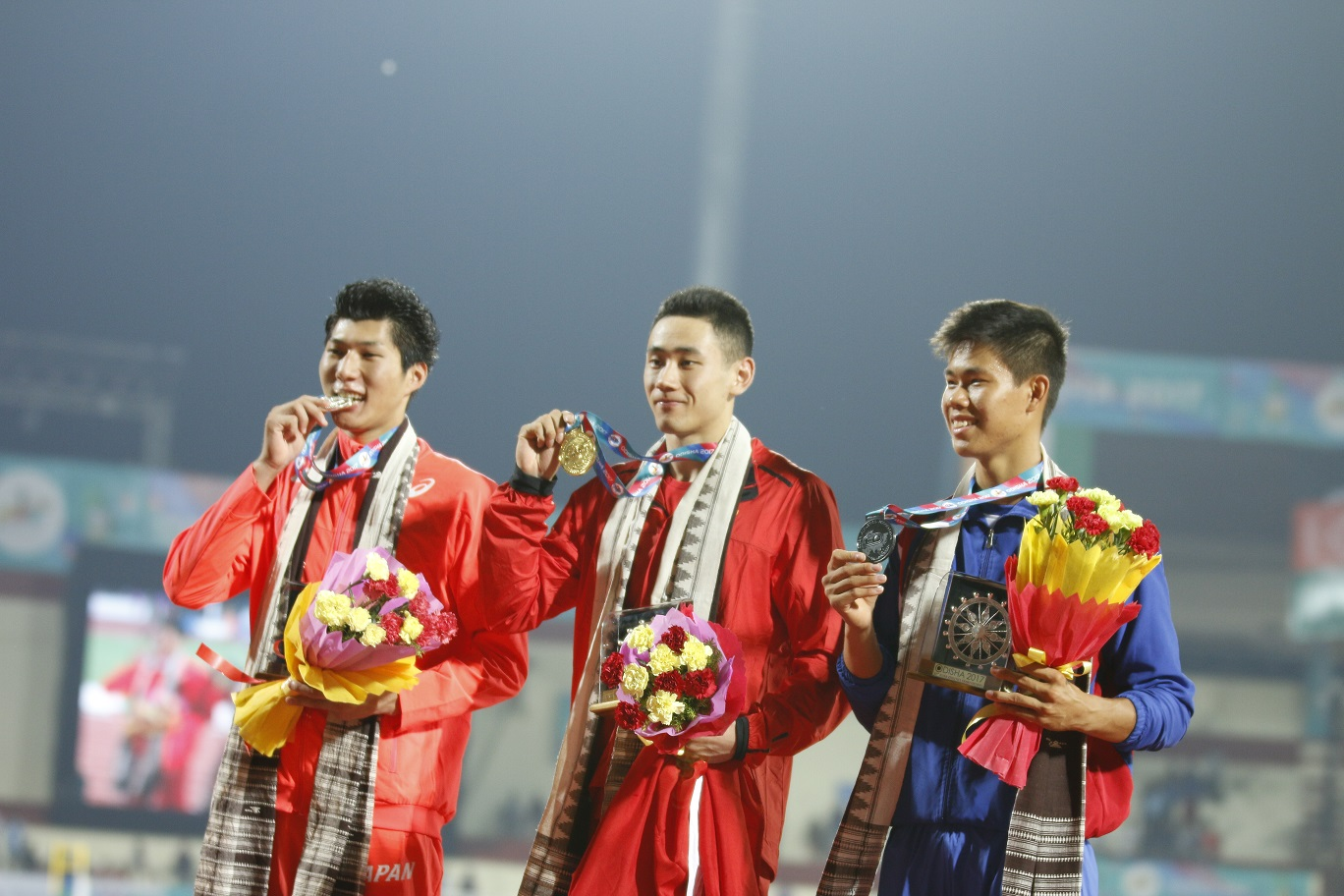
Obiena wint brons op de Aziatische kampioenschappen in 2017.

Na terugkomst in de Filipijnen verbeterde Obiena het nationaal record tot 5,01. In de weken erna verbrak hij zijn record nog diverse malen, waarbij hij achtereenvolgens over 5,05, toen 5,15 en daarna 5,20 en 5,21 m sprong. Het jaar erop won Obiena een zilveren medaille op de Zuidoost-Aziatische Spelen van 2015 in Singapore met een sprong van 5,25 m. In 2016 verbeterde hij zich nog verder. Bij de Aziatische kampioenschappen indooratletiek in Doha sprong hij 5,40, waarmee hij op de vierde plek eindigde en in hetzelfde jaar won hij goud op de National Games in de Filipijnen met 5,47 m. In juli 2017 won hij een bronzen medaille op de Aziatische atletiekkampioenschappen in India met een sprong van 5,50 m. In dezelfde maand sprong hij bij wedstrijden in Duitsland nog hoger, met 5,61 in Leverkusen en 5,51 in Mössingen. In de aanloop naar de Zuidoost-Aziatische Spelen van 2017 raakte hij echter geblesseerd aan zijn voorste kruisband, waardoor hij uiteindelijk een half jaar lang niet kon deelnemen aan wedstrijden. 
In de loop van 2018 sprong Obiena weer diverse wedstrijden, waarbij een sprong van 5,51 m in Zweibrücken zijn beste resultaat was. Op de Aziatische Spelen 2018 eindigde hij slechts als zevende met een sprong van 5,3 m. In 2019 won hij op de Aziatische atletiekkampioenschappen in Doha voor de eerste keer een gouden medaille met een nieuw persoonlijk record van 5,71 m. In juli van 2019 won Obiena ook een gouden medaille op de Universiade in Napels, waarbij hij zijn PR nog weer iets aanscherpte tot 5,76 m. In september 2019 sprong hij bij wedstrijden in Chiari met 5,81 m hoog genoeg om zich te kwalificeren voor de Olympische Spelen van 2020 in Tokio. Later die maand miste hij bij zijn eerste deelname aan de wereldkampioenschappen in Doha de finaleronde en eindigde hij op een vijftiende plek met een sprong van 5,60 m. Obiena sloot het jaar succesvol af met een gouden medaille op de Zuidoost-Aziatische Spelen in de Filipijnse hoofdstad Manilla met een kampioenschapsrecord van 5,45 m.

### Coronapandemie en groei naar de wereldtop

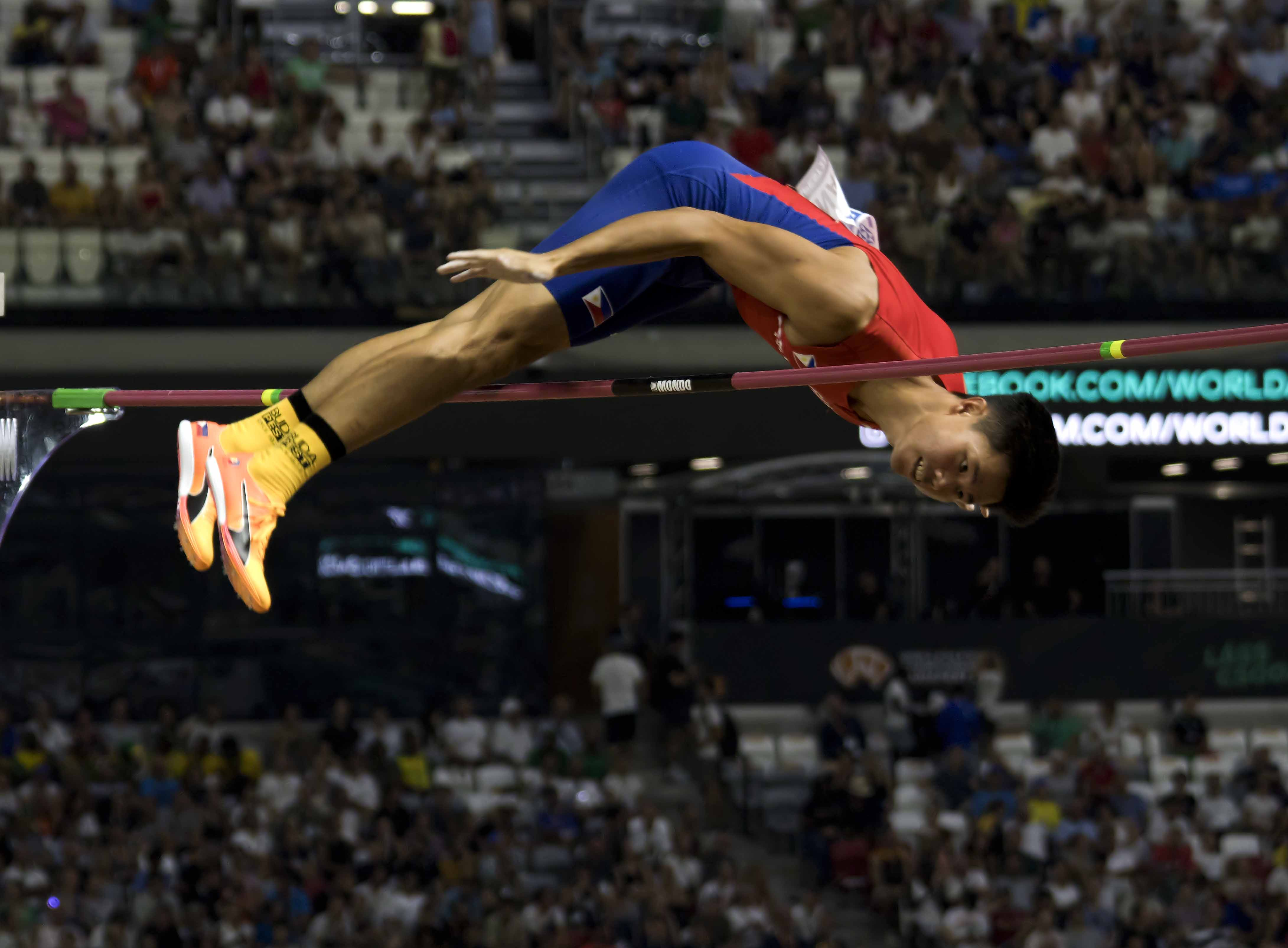
Obiena in de finale van de WK 2023 in Boedapest.

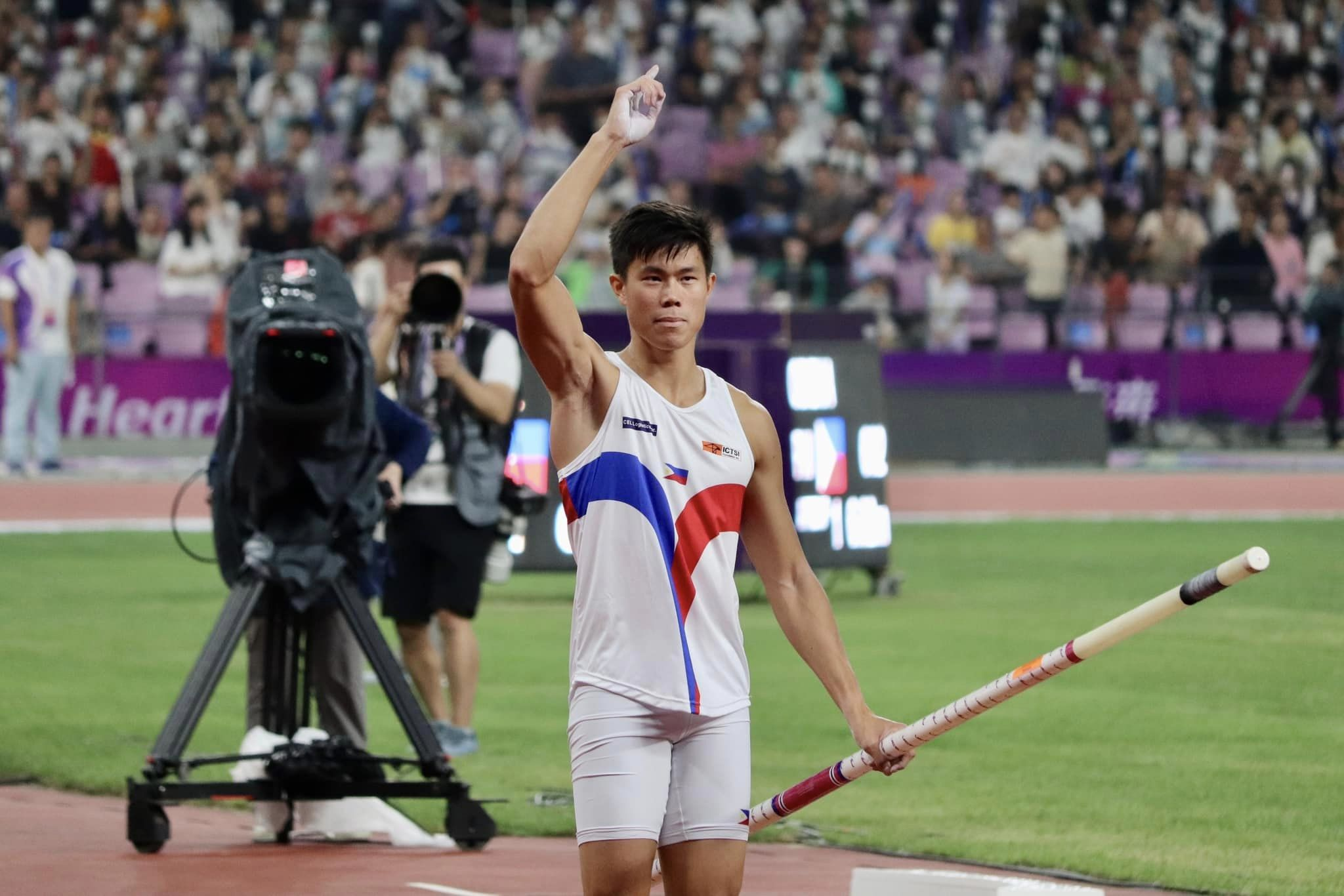
Obiena verovert goud op de Aziatische Spelen 2022 in Hangzhou.

In 2020 kan Obiena opnieuw maandenlang geen wedstrijden springen. De uitbraak van de coronapandemie zorgt ervoor, dat hij lange tijd alleen maar kan trainen en bovendien kan hij door de reisbeperkingen maandenlang niet terugkeren naar de Filipijnen vanuit zijn trainingslocatie in Italië. In augustus en september 2020 springt hij weer diverse wedstrijden in Europa. Zijn beste resultaat dat jaar behaalt hij bij de Golden Spike Ostrava, waar hij met een spong van 5,74 op de eerste plaats eindigt. In 2021 doet Obiena mee aan meer dan twintig wedstrijden, bijna uitsluitend in Europa. Zo behaalt hij op de Fanny Blankers-Koen Games een zilveren medaille met een sprong van 5,80 m. In juli 2021 doet hij in zijn enige wedstrijd buiten Europa mee aan de uitgestelde Olympische Spelen van 2020 in Tokio. Hij slaagt er met een sprong van 7,75 m in de finaleronde te halen. Daarin strandt hij echter met 5,70 m op een elfde plek. In de tweede helft van 2021 behaalt hij nog diverse goede resultaten en verbetert hij zijn persoonlijke record nog een enkele keer. Zo springt hij op 28 augustus 5,93 m in Parijs en op 11 september komt hij nog twee centimeter hoger bij een wedstrijd in Innsbruck.
In 2022 behaalde Obiena zijn tweede gouden medaille op de Zuidoost-Aziatische Spelen, ditmaal in Vietnam. Later dat jaar behaalde hij bij de WK in Eugene bovendien zijn eerste podiumplek op een wereldkampioenschap door met een sprong van 5,94 m een bronzen medaille binnen te slepen. In het restant van 2022 won Obiena nog vijf wedstrijden in Europa, waaronder de Memorial Van Damme in Brussel met een sprong van 5,91 m.
Het jaar erna werd voor Obiena nog succesvoller. Hij won opnieuw goud op de Zuidoost-Aziatische Spelen en dit was daarmee zijn derde opeenvolgende gouden medaille op deze Spelen. Bovendien verbeterde hij in juni bij een wedstrijd in Bergen het Aziatisch record tot 6,00 m. Ook slaagde er ook in om goud te veroveren op de Aziatische atletiekkampioenschappen in Bangkok. Op de WK in Boedapest eindigde hij als tweede, achter de Zweed Armand Duplantis, met een evenaring van zijn eigen Aziatische record. In september 2023 sloot hij het jaar af met een gouden medaille op de Aziatische Spelen 2022 in Hangzhou.

## Titels
- Aziatische Spelen kampioen polsstokhoogspringen - 2023
- Aziatisch kampioen polsstokhoogspringen - 2019, 2023
- Universiade kampioen polsstokhoogspringen - 2019
- Filipijns kampioen polsstokhoogspringen - 2019

## Persoonlijke records
| Onderdeel                    | Prestatie          | Datum            | Plaats |
| ---------------------------- | ------------------ | ---------------- | ------ |
| 110 m horden                 | 14,39 s (+0,8 m/s) | 12 februari 2017 | Pasig  |
| polsstokhoogspringen (outd.) | 6,00 m (AR)        | 10 juni 2023     | Bergen |

## Palmares

### polsstokhoogspringen
- 2013:  Aziatische schoolkamp. in Kuantan - 4,90 m
- 2013: 4e Zuidoost-Aziatische Spelen in Naypyidaw - 4,90 m
- 2014:  ASEAN University Games in Palembang - 5,10 m
- 2015:  Zuidoost-Aziatische Spelen in Singapore - 5,25 m
- 2016: 4e Aziatische indoorkamp. in Doha - 5,40 m
- 2016:  National Games, Pangasinan - 5,47 m
- 2017:  Aziatische atletiekkamp. in Bhubaneswar - 5,50 m
- 2018: 7e Aziatische Spelen in Jakarta - 5,30 m
- 2019:  Aziatische atletiekkamp. in Doha - 5,71 m
- 2019:  Universiade in Napels - 5,76 m
- 2019: 15e WK in Doha - 5,60 m
- 2019:  Zuidoost-Aziatische Spelen in New Clark City - 5,45 m
- 2021:  FBK-Games in Hengelo - 5,80 m
- 2021: 11e OS in Tokio - 5,70 m
- 2022:  Zuidoost-Aziatische Spelen in Vietnam - 5,46 m
- 2022:  WK in Eugene - 5,94 m
- 2022:  Memorial Van Damme in Brussel - 5,91 m
- 2023:  Zuidoost-Aziatische Spelen in Phnom Penh - 5,65 m
- 2023:  Aziatische atletiekkamp. in Bangkok - 5,91 m
- 2023:  WK in Boedapest - 6,00 m (AR)
- 2023:  Memorial Van Damme in Brussel - 5,92 m
- 2023:  Aziatische Spelen in Hangzhou - 5,90 m
- 2024: 9e WK indoor in Glasgow - 5,65 m

Diamond League-resultaten
- 2022:  Athletissima - 5,80 m
- 2022:  Memorial Van Damme - 5,91 m
- 2023:  Bislett Games - 5,81 m
- 2023:  Stockholm Bauhaus Athletics - 5,82 m
- 2023:  Herculis - 5,82 m
- 2023:  Memorial Van Damme - 5,92 m
- 2023:  Prefontaine Classic - 5,82 m